# TRAFFICTHIEF (база данных)
Trafficthief (в переводе с английского — «Похититель трафика») – это база данных, поддерживаемая Агентством национальной безопасности США (АНБ) и работающая в рамках программы Turbulence, которая содержит «метаданные из подмножества заданных сильных селекторов», согласно презентации программы XKeyscore. Примером сильного селектора является адрес электронной почты. Другими словами, это будет база данных, содержащая метаданные, связанных с именами, номерами телефонов, адресами электронной почты и другой идентифицирующей информацией, на которую особенно ориентированы разведывательные службы. Журналист Марк Амбиндер полагает, что программа является «средством просмотра необработанных данных РЭР для их анализа».